# Östra Råtjärnen, Värmland
Östra Råtjärnen är en sjö i Sunne kommun i Värmland och ingår i Göta älvs huvudavrinningsområde. Sjön har en area på 0,0763 kvadratkilometer och ligger 208,5 meter över havet.

## Delavrinningsområde
Östra Råtjärnen ingår i det delavrinningsområde (664716-134339) som SMHI kallar för Inloppet i Norra Lersjön. Medelhöjden är 217 meter över havet och ytan är 22,37 kvadratkilometer. Det finns inga avrinningsområden uppströms utan avrinningsområdet är högsta punkten. Lerälven (Flatsjöälven) som avvattnar avrinningsområdet har biflödesordning 3, vilket innebär att vattnet flödar genom totalt 3 vattendrag innan det når havet efter 333 kilometer. Avrinningsområdet består mestadels av skog (79 procent). Avrinningsområdet har 0,52 kvadratkilometer vattenytor vilket ger det en sjöprocent på 2,3 procent.